# Arte Fotográfico (revista)
Arte Fotográfico es una revista española de fotografía. Durante el tercer cuarto del siglo XX estaba enfocada principalmente a difundir la actividad de las asociaciones y agrupaciones fotográficas.
Entre 1896 y 1898 existió una revista con este nombre publicada en Sevilla por Luis Escacena, en ella se divulgaban conocimientos sobre fotografía y se presentaban algunas imágenes.
En 1927 se estuvo publicando en Barcelona otra revista mensual con ese nombre y que recogía colaboraciones de importantes fotógrafos como José Ortiz Echagüe, Josep Massana, Eduardo Susanna y el conde de Ventosa, que compartían el interés de los pictorialistas por difundir la fotografía como arte.
En enero de 1952 apareció esta revista bajo la dirección de Ignacio Barceló, en principio se trataba de una revista que ocupaba el hueco dejado por el boletín de la Real Sociedad Fotográfica de Madrid de nombre «Sombras», pero pronto se convirtió en portavoz de las asociaciones de fotografía existentes.
La revista  comenzó editándose básicamente en blanco y negro hasta los años ochenta no incluyó la fotografía en color entre sus páginas y cambió a una estructura en la que se ofrecían portafolios con el trabajo de fotógrafos artistas y la información relacionada con la actividad de los concursos fotográficos.  
Tras la muerte de Ignacio Barceló el 19 de abril de 1984, poco después de publicarse el número 388, asume la dirección de la revista Antonio Cabello (número 403, julio de 1985)[cita requerida] que generó notables cambios en la estructura de la publicación, recogiendo la obra de autores nacionales e internacionales a la vez que se mantenían los apartados de noticias, convocatorias de concursos, reseñas de exposiciones y diversos artículos sobre técnica fotográfica. A partir del número 620, en septiembre del 2009, la revista comienza a ofrecer monografías de interés fotográfico.